# Тодор Шарланджиев
Тодор Петров Шарланджиев е деец на Българската комунистическа партия и Вътрешната македонска революционна организация (обединена).

## Биография
Тодор Шарланджиев е роден в 1912 година в освободеното от българската армия беласишко село Горни Порой, днес в Гърция. Брат е на Димитър Шарланджиев. Емигрира в България. Учи в гимназия в Горна Джумая и е един от основателите на комунистически кръжоци в училщето. Работи като тютюноработник в Горна Джумая от 1926 до 1929 г. Става член на Работническия младежки съюз, а в 1929 година влиза в БКП. Преследван от дейци на ВМРО, бяга в София, където работи като тютюноработник и печатар-словослагател. Член е на младежкото софийско ръководство на ВМРО (обединена). В 1936 – 1937 година работи в Окръжния комитет на БКП, а в 1938 – 1941 е член на Масовата комисия при ЦК на РМС. В 1938 година е член на Лозенския районен комтет на РМС, а от 1939 година – негов секретар и член на районния комитет на РП. В 1941 – 1944 е сътрудник пр ЦК на БКП. Агент е на съветското военно разузнаване, с псевдоним Родос.
След Деветосептемврийския преврат завършва в 1949 година Висшата партийна школа при Централния комитет на БКП. Работи в ТПК „Съгласие“ (1950 – 1953) и в Предприятие „Средец“ (1953 – 1959). В 1959 – 1960 е първи заместник-председател на Благоевградския районен народен съвет, от 1969 до 1972 работи в ЦК на БКП, а от 1973 до 1988 – в Благоевградския районен комитет на борците против фашизма и капитализма.